# Un cheval sur les bras
Pour plus de détails, voir Fiche technique et Distribution.
Un cheval sur les bras (titre original : Straight, Place and Show)  est une comédie américaine réalisée par David Butler, sortie en 1938 et dont le scénario est inspiré de la pièce non produite Saratoga Chips de Damon Runyon et Irving Caesar. Le film, produit par la 20th Century Fox, met en vedette les frères Ritz (Ritz Brothers), Richard Arlen ainsi qu'Ethel Merman qui y interprète de façon mémorable la chanson With You on My Mind.

## Synopsis
Barbara Drake — Babs —, arrive avec deux heures de retard à une fête du country club organisée en l'honneur de ses fiançailles avec Denny Paine, car elle est montée dans une camionnette avec son cheval Playboy. Denny se plaint que toute la vie de sa fiancée tourne autour du cheval et ils se disputent. Lorsque les trois frères Ritz — Al, Jimmy et Harry — entendent Braddock, un parieur chanceux, placer un pari de 1 000 $ sur Yankee, ils se précipitent vers la piste, mais placent par erreur un pari de dix dollars sur Playboy, plutôt que sur Yankee. Playboy gagne et les frères gagnent ainsi plus de 3 000 $. Propriétaires d'un manège de poneys, Wild West, les trois frères achètent un cabriolet puis apprennent que Playboy va à nouveau courir. Ils appellent leur bookmaker pour placer un pari de 500 $ sur ce cheval. Pendant ce temps, Denny exige que Babs choisisse entre Playboy et lui, puis la défie à un pari : si Playboy ne gagne pas une course à pari dans les trois prochains mois, elle doit lui donner le cheval et consentir à l'épouser. Babs accepte, mais Playboy ne remporte plus d'autre course, au grand désarroi des frères Ritz, et Babs donne le cheval à Denny.  
Alors qu'il transporte le cheval, sa camionnette a une crevaison et Playboy s'échappe et s'intéresse aux poneys des frères Ritz. Voyant que Playboy apprécie l'endroit, Denny donne le cheval aux frères avec la stipulation qu'ils ne le vendent ni ne le donnent à qui ce soit. Les frères découvrent bientôt que Playboy est un excellent sauteur naturel. Lorsque Babs apprend que Denny a donné son cheval aux Ritz, elle craint que Playboy ne soit battu. Furieuse, elle rompt ses fiançailles avec Denny puis localise les frères Ritz. Lorsqu'elle apprend les capacités de sauteur de Playboy, elle propose de payer les frais d'entrée aux courses de 1 000 $ et ils acceptent de lui donner vingt-cinq pour cent des gains du cheval. Babs demande un prêt à son amie, Linda Tyler, en échange de lui permettre de fréquenter Denny, en qui Linda s'est intéressée. Linda, cependant, appelle Drake, le père de Babs, qui coupe l'allocation de Babs.  
Après que Babs n'ait pas réussi à obtenir de l'argent de ses amis à cause de l'ingérence de Denny, Harry Ritz demande à un promoteur de lutte de lui payer 1 000 $ pour lutter contre Terrible Turk. Turk a presque immobilisé Harry, mais l'un de ses deux frères éteint les lumières, tandis que l'autre assomme Turk avec un marteau. Alors que les lumières s'allument, Harry est au-dessus de Turk et il gagne. Le jour de la course, Denny, qui veut maintenant que Babs gagne, apprend que les célèbres frères russes Borukoff courront également. Craignant que l'un d'eux ne gagne, Denny prévient les frères Ritz et propose de monter Playboy lui-même. Lorsque les Ritz surprennent le plan des Borukoff d'utiliser de sales tours contre Denny, ils enferment les Russes, volent leurs vêtements dont ils se vêtent et prennent leur place dans la course. Babs craint que Denny ne fasse perdre Playboy, mais Linda le convainc qu'il court pour lui prouver son amour. Pendant la course, après que deux des frères Ritz soient tombés de leurs chevaux, Harry passe en tête malgré tous ses efforts pour perdre, y compris en bandant les yeux du cheval. Quand Harry se rend compte que le cheval perd du terrain à chaque fois qu'il saute, il le fait sauter à plusieurs reprises dans la dernière ligne droite et Denny gagne.  
Denny embrasse Babs pour les photographes, tandis que les frères Ritz se rétablissent dans une ambulance. 

## Fiche technique
- Titre original : Straight, Place and Show
- Réalisation : David Butler
- Scénario : M.M. Musselman et Allen Rivkin, d'après la pièce Saratoga Chips de Damon Runyon et Irving Caesar
- Photographie : Ernest Palmer
- Montage : Irene Morra
- Musique : Louis Silvers
- Pays d'origine : États-Unis
- Langue originale : anglais
- Format : noir et blanc
- Genre : musical
- Durée : 68 minutes
- Dates de sortie :
  - États-Unis : 30 septembre 1938

## Distribution
- The Ritz Brothers : The Ritz Brothers 
  - Al Ritz : Al Ritz
  - Harry Ritz : Harry Ritz
  - Jimmy Ritz : Jimmy Ritz
- Richard Arlen : Denny Paine
- Ethel Merman : Linda Tyler
- Phyllis Brooks : Barbara 'Babs' Drake
- George Barbier : Mr. Drake
- Sidney Blackmer : Lucky' Braddock
- Will Stanton : Truck Driver - Syd Robins
- Ivan Lebedeff : Ivan Borokov, un jockey russe
- Gregory Gaye : Vladimir Borokov, un jockey russe
- Rafael Storm : Boris Borokov, un jockey russe
- Stanley Fields : Slippery Sol
- Tiny Roebuck : « Terrible Turk »
- Ben Welden : Promoter
- Ed Gargan : Détective Globe
- Pat McKee : l'arbitre
- Barry Downing :

Non crédités
- Carol Adams : Dancer
- Brooks Benedict : Country Club Patron
- Willie Best : Hannibal
- George Chandler : Cabbie
- Lon Chaney Jr. : Martin
- Jack Chefe : danseur / spectateur de la course
- Clay Clement : Carter
- Lester Dorr : Photographe
- Ralph Dunn : gérant du bar
- Sid Fields : Ticket-Seller
- Kit Guard : Terrible Turk's Second
- Harry Hayden : Grouch at Racetrack
- Grace Hayle : Stout Woman
- Fred Kelsey : Cop at Racetrack
- Kenner G. Kemp : Racetrack Spectator / Country Club Patron
- Robert Lowery : Bob
- Paul McVey : Steeplechase Announcer
- Harold Miller : Country Club Patron
- James C. Morton : Bald Man
- Charles Sylber : Specs
- Dan Tobey : Ring Announcer